# Justus Radius
Justus Wilhem Martin Radius (Leipzig, 14 de noviembre de 1797-Leipzig, 7 de marzo de 1884) fue un médico alemán.

## Biografía
Hizo sus estudios en Leipzig, Londres y París, doctorándose en Filosofía en 1820 y en Medicina en 1822. Desde 1840 fue profesor ordinario de Farmacopea e Higiene de la Universidad de Leipzig y durante su largo profesorado fue decano de la Facultad de Medicina y director del Museo Farmacéutico. Publicó una Gaceta del Cólera y, en colaboración con Johann Christian August Clarus, el Diario Clínico Semanal. Asimismo, fue autor de Scriptores ophtalmologici minores, De febre ex morborum numero excludenda y, en alemán, El escorbuto y Observaciones sobre la farmacopea alemana (1879), entre otras obras.